# Locomotiva DB E 41
La locomotiva E 41 della Deutsche Bundesbahn, poi della Deutsche Bahn, è una serie di locomotive elettriche costruita a partire dal 1956 per il traino di convogli passeggeri locali.
Nel 1968, con l'introduzione del nuovo sistema di numerazione dei rotabili della DB, le E 41 vennero riclassificate nel gruppo 141.